# Marie Guthmüller
Marie Guthmüller (* 1973) ist eine deutsche romanistische Literaturwissenschaftlerin.

## Leben
Sie ist Absolventin der Universität Paris IV (MA 1997), Universität Freiburg im Breisgau (MA 1999 und 2000) und Universität Osnabrück (Dr. phil. 2007). Vor ihrer Berufung als ordentliche Professorin an die Humboldt-Universität lehrte und forschte sie an der Ruhr-Universität Bochum (2008–2018), der Universität Osnabrück (2000–2007) und am Zentrum für Literaturforschung in Berlin (2001–2004).
Ihre Forschungsschwerpunkte sind die Abgrenzungen, Annäherungen und Interaktionen zwischen Literatur und Psychowissenschaften, mit einem Schwerpunkt auf der französischen und italienischen Literatur des 17. bis 21. Jahrhunderts.

## Schriften (Auswahl)
- Der Kampf um den Autor. Abgrenzungen und Interaktionen zwischen französischer Literaturkritik und Psychophysiologie 1858–1910. Tübingen 2007, ISBN 3-7720-8219-X. (online)
- Jenseits von Freud? Der Traum in der italienischen Moderne. Luigi Capuana, Federigo Tozzi, Italo Svevo. Wiesbaden 2021, ISBN 3-447-11720-6.